# Gymnoglossa transsylvanica
Gymnoglossa transsylvanica là một loài ruồi trong họ Tachinidae.